# Séminaire israélite de France
Le séminaire israélite de France (SIF), aussi appelé école centrale rabbinique de France, est un établissement privé d'enseignement supérieur qui forme des rabbins. Il est rattaché au Consistoire central israélite de France.
Créé à Metz le 21 août 1829 sous le nom d’école centrale rabbinique de Metz, il est transféré à Paris en 1859 et prend alors le nom de séminaire israélite. Il est aujourd'hui situé 9 rue Vauquelin dans le 5e arrondissement de Paris,.

## Histoire
En 1820 débutent des réflexions sur la création d'une école rabbinique en France. À la demande du Consistoire central israélite de France, qui est à cette époque une institution publique, le Séminaire israélite est créé par arrêté ministériel du 21 août 1829, sous le règne de Charles X, et l'autorité du prince de Polignac, président du Conseil. La ville de Metz a été choisi pour son implantation car c'est le siège d'une importante communauté juive. Les bâtiments sont inaugurés le 1er juin 1830 au 47 rue de l'Arsenal. Il s'agit d'une école publique, les rabbins sont à cette époque des fonctionnaires, et le 22 mars 1831, une ordonnance du roi Louis-Philippe prévoit l'attribution d'un budget annuel pour son fonctionnement.
Le 1er juillet 1859, l'école est transféré à Paris sur décret impérial signé par l'impératrice Eugénie. Elle prend le nom de Séminaire israélite. Il est installé temporairement à l'institution Derenbourg-Springer, au 10 rue du Parc-Royal dans le 3e arrondissement de Paris, puis au 57 boulevard Richard-Lenoir, dans le 11e arrondissement de Paris.
Le Consistoire de Paris, achète un terrain d'environ 1 500 mètres carrés au 9, rue Vauquelin dans le 5e arrondissement de Paris, dans le quartier latin, centre de la vie intellectuelle française. David Bloqué, parisien d’origine alsacienne, apporte son soutien par une donation généreuse. Les élèves-rabbins s'y installent le 11 avril 1881. L'oratoire du séminaire est inauguré le jour de Roch Hachana 1883.
La loi de séparation des Églises et de l'État du 9 décembre 1905 supprime la contribution financière de l'État prévue par l'ordonnance royale de 1831, ainsi que le corps de fonctionnaires des rabbins. Tout en conservant le nom de Séminaire israélite de France (SIF), l'école rabbinique devient alors connue comme l’École rabbinique de France.
Durant la Seconde Guerre mondiale, le Séminaire israélite de France se replie à Vichy, pour quelques mois en 1940. De 1941 à juillet 1942 il est installé dans la commune de Chamalières, près de Clermont-Ferrand. En octobre 1942, il est transféré à Lyon. Il est dissout en 1943 et fonctionne dans une semi-clandestinité jusqu'en 1945. Il reprend ses activités à la Libération.

## Mission
Depuis sa création en 1830, le Séminaire israélite de France a compté plus de 400 étudiants, dont plus de 300 en sont sortis diplômés. Sa mission première est de former des rabbins, même si, longtemps, il a aussi formé des chantres ou hazzanim. Sur les dix-huit grands-rabbins de France (incluant ceux par interim), depuis la création de cette fonction, les neuf derniers ont reçu leur formation rabbinique au Séminaire israélite de France.
Sa bibliothèque est spécialisée dans les domaines de la Bible, du Talmud, de la Hala’ha, de la littérature rabbinique, du droit hébraïque, de l'homilétique, et dans l'histoire et sociologie du judaïsme. Elle fait partie du Réseau européen des bibliothèques judaica et hebraica (RACHEL), créé en juillet 2004 avec la bibliothèque de l’Alliance israélite universelle et la Maison de la culture yiddish - Bibliothèque Medem. Le pôle est associée à la Bibliothèque nationale de France.

## Directeurs
- 1830-1837 : Lion Mayer Lambert[4],[5]
- 1837-1856 : Mayer Lazard
- 1856-1890 : Isaac Léon Trenel
- 1890-1917 : Joseph Lehmann[6],[7]
- 1919-1931 : Jules Bauer
- 1932-1949 : Maurice Liber
- 1949-1951 : Ernest Gugenheim, directeur par interim
- 1951-1977 : Henri Schilli
- 1977-1977 : Ernest Gugenheim (quelques jours avant son décès)
- 1977-1991 : Emmanuel Chouchena
- 1992-2012 : Michel Gugenheim
- 2013- : Olivier Kaufmann

## Élèves, professeurs, administrateurs du Séminaire israélite de France
- Léon Algazi (1890-1971), élève, puis professeur de musique liturgique
- Elie-Aristide Astruc (1831-1905), grand-rabbin de Belgique (1866-1879), grand-rabbin de Bayonne (1887-1891)
- Robert Anchel (1880-1951), archiviste et historien, étudiant et/ou enseignant[8]
- Ilan Attal (XXe siècle-), rabbin de Tours (2015-2016)
- Jacques Auscher (1837-1924), rabbin de Saint-Étienne, grand-rabbin de Besançon.
- Michaël Azoulay (1971-), rabbin de Nice, La Varenne-Saint-Hilaire, Neuilly-sur-Seine
- Abraham Back (1878-1949), élève, puis rabbin, professeur au SIF, bibliothécaire à l'Alliance israélite universelle
- Raphaël Banon (1961-), grand-rabbin de Toulouse et de Garonne (deux mois), et chef d'entreprise
- Jules Bauer (1860-1931), rabbin d'Avignon, Nice, grand-rabbin, directeur du SIF (1919-1931. père de Paul Bauer
- Paul Bauer (1902-1986), grand-rabbin de Rouen, rabbin de la Synagogue Buffault (Paris), fils de Jules Bauer
- David Berman (1889-1947, rabbin de Dijon puis de Bruxelles, frère de Léon Berman
- Léon Berman (1892-1943), grand-rabbin de Lille, assassiné à Auschwitz, frère de David Berman
- Gilles Bernheim (1952-), grand-rabbin de France (2009-2013)
- Laurent Berros (1967-)
- Abraham Bloch (1859-1914), rabbin de Remiremont (Vosges), grand-rabbin d'Alger (1897-1908, grand-rabbin de Lyon, tué au champ d'honneur en 1914. Il est le frère du rabbin Armand Bloch
- Armand Bloch, (1861-1923), bibliothécaire à l'Alliance israélite universelle, puis rabbin de Toul, et enfin, en 1891, grand-rabbin de Belgique. Il est le frère du rabbin Abraham Bloch
- Élie Bloch (1909-1943), fils du rabbin Joseph Bloch, assassiné à Auschwitz
- Joseph Bloch (1875-1970), enseigne au SIF, à Chamalières, durant la Seconde Guerre mondiale, père du rabbin Élie Bloch
- Alexis Blum (1942-), rabbin de Reims, Synagogue Nazareth (Paris), Neuilly-sur-Seine
- Joseph M. Brandriss (1910-1975), grand-rabbin du Nord de la France et rabbin de Lille (1945-1947, Sudbury (Ontario, Canada), Wassau (Wisconsin), Beacon (New York, Austin (Texas), rabbin de Har Tzeon Congregation, communauté conservatrice, Silver Spring (Maryland)
- Emmanuel Bulz (1917-1988) grand-rabbin du Luxembourg
- Émile Cahen (1839-1916), rabbin de Reims, Verdun, grand-rabbin de Lille
- Jérôme Cahen (1929-1988), rabbin de Saint-Louis (Haut-Rhin), Besançon , Nancy, Neuilly-sur-Seine
- Isidore Cahen (1826-1902), professeur d'histoire générale et de littérature
- Moïse Cassorla (1913-), grand-rabbin de Toulouse, communauté Isaac Abravanel de la rue de la Roquette (Paris)
- Henri-Léon Champagne (1898-1948), rabbin de Châlons-sur-Marne, Belfort, Synagogue Chasseloup-Laubat (Paris), Synagogue de la rue des Tournelles (Paris)
- Emmanuel Chouchena (1928-2008), rabbin de Lille, Bône aujourd'hui Annaba (Algérie), Antony (Hauts-de-Seine), quartier de Belleville (Paris), professeur de Talmud à l'École Yabné et au Séminaire israélite de France (SIF), dont il devient le directeur
- Marcus Cohn (-1998), en 1935, professeur de Bible, fondateur et premier directeur de l'École Maïmonide (Boulogne-Billancourt) (1935)
- Elie Cyper (1908-1944), rabbin de Versailles, Dijon, assassiné à Kovno, Lituanie-Estonie
- Daniel Dahan (1969-), grand-rabbin de Nancy, puis d'Aix-en-Provence
- Arsène Darmesteter (1846-1888), élève pour une courte durée, plus tard professeur
- Simon Debré (1854-1939), rabbin de Sedan, Neuilly-sur-Seine
- Hartwig Derenbourg (1844-1908), professeur d'arabe et de langues sémitiques
- Joseph Derenbourg (1811-1895), arabisant, étudiant et/ou enseignant[8]
- Abraham Deutsch (1902-1992), rabbin de Sarre-Union, Bischheim, Limoges, grand-rabbin de Strasbourg et du Bas-Rhin
- Robert Dreyfus (1913-2002), rabbin de Haguenau, Bruxelles, grand-rabbin de Metz (1954-1963), grand-rabbin de Belgique (1963-1980)
- Jacques-Henri Dreyfuss (1844-1933), rabbin de Sedan, grand-rabbin de Belgique (1880-1891), grand-rabbin de Paris (1891-1933)
- Jean Zundel Eichiski (1903-), rabbin de Lunéville (Meurthe-et-Moselle), Thann (Haut-Rhin), Grenoble, Paris
- Josy Eisenberg (1933-2017), pas de poste de rabbin, responsable de l'émission de télévision La Source de vie
- Elie Elkiess (XXe – XXIe siècles), responsable de la Cacherout au Consistoire de Paris
- David Feuerwerker (1912-1980), rabbin de Brive-la-Gaillarde, grand-rabbin de Lyon, rue des Tournelles (Paris),  rue Chasseloup-Laubat (Paris),  Beth Din (cour rabbinique) et Vaad Haïr de Montréal (Québec, Canada)
- Joseph Frankforter (1938-), professeur de Talmud à l'École Yabné (Paris), rabbin à Lyon, de la synagogue Adas Yereim (Paris), fonde Igoud H'aredi
- Simon Fuks (1911-2008), grand-rabbin de Colmar et du Haut-Rhin
- Claude Gensburger (1929-2009), rabbin de Sélestat (Bas-Rhin), Haguenau (Bas-Rhin), Saverne (Bas-Rhin)
- Alain Goldmann (1931-2022), rabbin de Bordeaux, de la synagogue de Belleville (Paris), synagogue Chasseloup-Laubat (Paris), grand-rabbin de Paris (1980-1994)
- Jacob Gordin (1896-1947), professeur de philosophie juive médiévale
- Daniel Gottlieb (1939-2010), rabbin de la Synagogue de la rue de Montevideo (Paris)
- Édouard Gourévitch (1921-1999), rabbin de Neuilly-sur-Seine
- Boris Grudsky (devient Georges Boris) (1886-1914), rabbin de Lunéville, mort au champ d'honneur en 1914
- Jacquot Grunewald (1934-), rabbin en Algérie, lors de son service militaire, en Alsace, responsable de l'hebdomadaire Tribune juive
- Ernest Gugenheim (1916-1977),élève au SIF (1933-), professeur de Talmud et de droit rabbinique au SIF, professeur de Bible à l'École Yabné (Paris), directeur du SIF par interim (1949-1951), directeur du SIF (1977, quelques jours avant son décès). Habite au SIF durant toute sa carrière.
- Michel Gugenheim (1950-), rabbin la synagogue Michkenot Israël (Paris), grand-rabbin de Paris, co-grand-rabbin de France par intérim (2013-2014) (avec Olivier Kaufmann)
- Adrien Guttel (1908-1965), directeur de l'École Yabné (Paris) (1954-1964)
- René Gutman (1950-), rabbin de Reims, Besançon, grand-rabbin de Bruxelles (Belgique), grand-rabbin de Strasbourg et du Bas-Rhin
- Paul Haguenauer (1871-1944), rabbin de Remiremont (Vosges), grand-rabbin de Constantine (Algérie), grand-rabbin de Besançon, grand-rabbin de Nancy, assassiné à Auschwitz
- Meyer Abraham Halevi (1900-1972), rabbin de Iași (Moldavie), communauté séfarade de Bucarest, la Grande Synagogue (1927-1935), le Temple de la Sainte Unité (1935-1940), le Temple Choral (1940-1945) à Bucarest, Synagogue de la rue des Tournelles (Paris)
- Félix Hément (1827-1891), professeur de physique et de mathématique
- Joseph Hermann (1855-1929), rabbin de Reims, grand-père de l'astrophysicien Jean-Claude Pecker. Sa fille Nelly Pecker et son gendre Victor Pecker sont assassinés à Auschwitz
- Claude Heymann  (1952-), rabbin de Haguenau, Saverne, président de l'Association Morasha pour le Patrimoine du judaïsme alsacien, directeur du Talmud Torah de Strasbourg, rabbin des communautés du Bas-Rhin
- René Hirschler (1905-1945), grand-rabbin de Strasbourg et du Bas-Rhin (1939-1945), mort au camp de concentration d'Ebensee, en Autriche, (annexe du camp de concentration de Mauthausen).
- Nathan Hosanski (1914-1944), rabbin de Reims, Toulouse, assassiné à Kaunas, Lituanie ou Reval en Estonie
- Lazare Isidor (1813-1888), grand-rabbin de France (1867-1888)
- Meyer Jaïs (1907-1993), rabbin de Haguenau (Alsace) (1935-1938), Constantine (Algérie) (1940-1945),grand-rabbin de Paris (1955-1079)
- Paul Janet (1823-1899), professeur de philosophie
- Emile Kaçmann (1914-2001, Hazzan de l'Union libérale israélite de France (Copernic), étudiant en Hazzanout
- Jacques Kahn (1868-1945), rabbin de Vichy, mort à Bergen-Belsen
- Roger Kahn (Grand-rabbin) (1917-1986)
- Zadoc Kahn (1839-1905), grand-rabbin de France (1889-1905)
- Marc Kalhenberg (XXe siècle), rabbin de Montauban, Belfort, Grande synagogue de Bruxelles
- Olivier Kaufmann (1978-), rabbin de la Synagogue de la place des Vosges (Paris), directeur du SIF (2013-), co-grand-rabbin de France par intérim (2013-2014) (avec Michel Gugenheim)
- René Kapel (1907-1994), Belfort , banlieue parisienne, Belfort, Mulhouse (élu, mais non en fonction), Neuilly-sur-Seine, ambassadeur d'Israël
- Isaac Kapetas (1942-),  grand-rabbin de Vincennes (Val-de-Marne)
- Jacob Kaplan (1895-1994), rabbin de Mulhouse, synagogue Nazareth (Paris), grande synagogue de la Victoire (Paris), grand-rabbin de France (1955-1980)
- Samy Klein (1915-1944), rabbin d'Aix-en-Provence, fusillé à 29 ans
- Jean Kling (1928-2003), rabbin de La Varenne (Val-de-Marne), grand-rabbin de Lyon, grand-rabbin de Nice
- Haïm Korsia (1963-), rabbin Le Mans (pour les fêtes), Reims, grand-rabbin de France (2014-)
- Yoni Krief (1977-), rabbin de Nantes et de la région Pays de la Loire (2006-2015)
- Mayer Lambert (1863-1930), diplômé rabbin en 1886
- Simon Langer (1897-1987), étudiant et professeur, rabbin de la Synagogue de la rue de Montevideo, puis de la Synagogue Orach Chaim de Manhattan, New York, États-Unis
- Joseph Lehmann (1843-1917), rabbin de la Synagogue Nazareth (Paris)
- Israël Lévi (1856-1939), rabbin-adjoint de la synagogue de la Victoire (Paris),grand rabbin de France (1920-1939)
- Emmanuel Lévinas (1906-1995), philosophe, étudiant et/ou enseignant[8]
- Alfred Lévy (1840-1919), grand-rabbin de France (1907-1919)
- Betzalel Lévy (1968-), membre du Beth Din de Paris (1998-)
- Isaac Lévy (1835-1912), rabbin de Lunéville, Verdun, grand-rabbin de Colmar, Vesoul, Bordeaux
- Jean Lévy (1947-)
- Louis-Germain Lévy (1870-1946), rabbin, fondateur de l'Union libérale israélite de France en 1907
- Nathan Lévy (1869-1943), assassiné à Auschwitz
- Sylvain Lévi (1863-1935), indianiste, étudiant et/ou enseignant[8]
- Moché Lewin (1967-), rabbin de la synagogue grand-rabbin Henri Schilli (Raincy)
- Maurice Liber (1884-1956), grand-rabbin de la synagogue de la Victoire, professeur d'histoire juive au SIF, directeur du SIF
- Benjamin Lipman (1819-1886), rabbin de Phalsbourg (Moselle), grand-rabbin de Metz, grand-rabbin de Lille.
- Isidore Loeb (1839-1892), professeur d'histoire du judaïsme (1878-1890)
- Georges Loinger, (1910-2018), surveillant général en 1935
- Nissim Malka, (1987-), rabbin de Tours, de la Grande synagogue de Lyon
- Claude Maman (XXe siècle-XXIe siècle), rabbin de Clermont-Ferrand (Puy-de-Dôme), grand-rabbin de Bordeaux (1975-2006)
- David Marx (1807-1864), grand-rabbin de Bordeaux (1837-1864)
- Michel Mayer (1823-1905)
- Honel Meiss (1846-1932),  rabbin de Nantes, Nice, grand-rabbin de Marseille
- Robert Meyers (1898-1943), rabbin de Neuilly-sur-Seine, Annecy, assassiné à Auschwitz
- Salomon Moock (1833-1898), rabbin de Thann (Haut-Rhin), grand-rabbin de Mulhouse
- Gérard Nahon (1931-2018), professeur d'histoire juive de 1972 à 2000
- Samuel Naumbourg (1817-1880), professeur de musique liturgique
- Jacques Ouaknin (1932- ), rabbin de Reims (1959-1964), grand-rabbin de Lille  (1965-1973), grand-rabbin de Metz (1973-1988), et grand rabbin de Marseille (1988-2007)
- Salomon Poliakof (1889-1958), rabbin de Lunéville (Meurthe-et-Moselle), grand-rabbin de Lille (1921-1933), grand-rabbin de Genève (Suisse) (1933-1946, grand-rabbin de Lyon (1946-1953)
- Jean Poliatschek (1914-1993), rabbin de Thann (Haut-Rhin),  Altkirch (Alsace), Metz, professeur à l'Université de Bar-Ilan et à l'Université hébraïque de Jérusalem
- Moïse Poliatschek (1885-), rabbin de Altkirch (Alsace), Toulouse
- Josué Pruner (1881-1943), rabbin d'Avignon, grand-rabbin de Nice (1941-1943)
- Paul Roitman (1920-2007), refuse poste de rabbin, éducateur
- Jules Ruff (1862-1917), rabbin de Verdun, mort au champ d'honneur en 1917
- Marcel Sachs (1883-1961), rabbin de la synagogue Chasseloup-Laubat (Paris)
- Joseph Saks (1884-1944),  rabbin de la Synagogue Nazareth (Paris), assassiné à Auschwitz
- Israël Salzer (1904-1990), rabbin de Dijon (1928), grand-rabbin de Marseille (1929-1975).
- Nathaniel Philippe Sander (-1886), commission administrative
- Henri Schilli (1906-1975), rabbin d'Enghien, Raincy, Synagogue de la rue Sainte-Isaure (Paris), synagogue Chasseloup-Laubat (Paris), directeur du SIF
- Bernard Schonberg (1908-1944), grand-rabbin de Lyon, mort à Auschwitz
- Moïse Schuhl (1845-1911), rabbin de Saint-Étienne, Vesoul, Épinal
- Isaïe Schwartz (1876-1952), rabbin intérimaire à Marseille, rabbin de Bayonne, grand-rabbin de Bordeaux, grand-rabbin de Strasbourg et du Bas-Rhin, grand-rabbin de France (1939-1952)
- Jean Schwarz (1917-1987), professeur au Petit séminaire rabbinique de Limoges (PSIL), rabbin à Clermont-Ferrand, Périgueux, 18e arrondissement de Paris (Synagogue Sainte-Isaure) et 20e arrondissement de Paris, Synagogue de la rue de Montevideo (Paris)
- Simon Schwarzfuchs (1927-), professeur à l’université Bar-Ilan
- Edmond  Schwob (1936-), rabbin de Saint-Louis (Haut-Rhin), de Haguenau, grand-rabbin de Nancy, connu pour le calendrier annuel juif Joseph Bloch
- David-Edgard Sèches (1854-1942), rabbin de Médéah (Algérie) (1891), Saint-Étienne, accepte en principe à titre provisoire le poste de grand-rabbin de Bulgarie, mais y renonce avant de l'occuper, grand-rabbin de Lille, grand-rabbin de Lyon par intérim (juillet 1916), grand-rabbin de Lyon (1916-1942)
- Alain Sénior (1958-), rabbin de Créteil (Val-de-Marne)
- Joseph Haïm Sitruk (1944-2016),  rabbin de Strasbourg, grand-rabbin de Marseille, grand-rabbin de France (1987-2008)
- Henri Soil (1909-1994), rabbin de Belleville (Paris), Neuilly-sur-Seine, Cleveland (Ohio), San Diego (Californie)
- Haïm Joël Stourdzé (1878-1934)
- Samy Stourdzé (1918-1943), assassiné à Auschwitz
- Michaël Szmerla (XXe – XXIe siècles)
- Jacob Toledano (XXe – XXIe siècles), Hazzan de Genève, Suisse, étudiant en Hazzanout
- Charles Touati (1925-2003), professeur de Bible, de théologie et de pensée juive
- Isaac Léon Trenel (1822-1890), professeur de Talmud et de méthodologie, beau-père de Simon Debré
- Adolphe Ury (1849-1915), grand-rabbin du Haut-Rhin puis grand-rabbin du Bas-Rhin
- Georges Vadnaï (1915-2002), grand-rabbin de Lausanne (Suisse) (1970-1990)
- Georges Vajda (1908-1981) historien de la pensée juive médiévale, professeur de Bible et de théologie juive
- Osias Wallach (vers 1920-1946), étudiant et plus tard professeur
- Max Warschawski (1925-2006), élève (1945-1947), grand-rabbin de Strasbourg et du Bas-Rhin (1970-1987)
- Alain Weil (1948-), rabbin de Clermont-Ferrand, de Strasbourg
- Robert Weil (1912-1992), élève au SIF,  membre de la Résistance, déporté à Auschwitz puis à Gross-Rosen, et Buchenwald, survivant de la Shoah, et membre de l’Académie nationale de Metz, neveu d'Ernest Weill, grand-rabbin de Colmar,  père d'Alain Weill, rabbin de Clermont-Ferrand, de Strasbourg
- Harold Abraham Weill (1983-), rabbin à Anvers (Belgique), Toulouse, grand-rabbin de Strasbourg et du Bas-Rhin (2017-)
- Julien Weill (1873-1950), rabbin de Versailles, professeur des littératures anciennes et françaises au SIF (1905-1928), Dijon (1924-1926), suppléant grand-rabbin de Paris (1931-1933), grand-rabbin de Paris (1933-1950)
- Joseph Wertheimer (1833-1908), grand-rabbin de Genève (Suisse) (1859-1908)
- Richard Wertenschlag (1946-), grand-rabbin de Lyon (1976-)
- Jonas Weyl (1835-1903), grand-rabbin de Marseille
- Roger Winsbacher (1928-2012), rabbin de Saint-Louis (Haut-Rhin), Obernai (Bas-Rhin), synagogue de rite polonais de Strasbourg (Adath Israel)
- Lazare Wogue (1817-1897), professeur de théologie, exégèse et hébreu
- Aron Wolf (1918-1944), fusillé à 26 ans
- André Zaoui (1916-2009),  rabbin libéral (réformé) de l'Union libérale israélite de France (Copernic)
- Solomon Zeitlin (1886 puis 1892-1976), rabbin, en son temps la principale autorité mondiale sur la période du Second Temple